# Клан Тернбулл

Герб вождів клану Тернбулл.

Клан Тернбулл (шотл. — Clan Turnbull) — один з кланів рівнинної частини Шотландії — Лоулендсу. На сьогодні клан не має визнаного герольдами Шотландії вождя, тому називається в Шотландії «кланом зброєносців».
Гасло клану: Я врятував короля
Землі клану: Шотландське Прикордоння
Символ клану: голова бика

## Історія клану Тернбулл

### Походження клану Тернбулл
Про походження клану Тернбулл збереглася легенда, яку переповідає Гектор Боек (шотл. гел. Hector Boece). У цій легенді розповідається, що під час війни за незалежність Шотландії Вільям Рул врятував життя королю Шотландії Роберту Брюсу, коли на нього напав розлючений бик. За це король нагородив Вільяма землями Філіфау, які є частиною земель Селкірк. І з того часу Вільям Рул став називатися Вільям Тернбулл. Історик Івен скептично ставиться до цього повідомлення і пише: «…У багатьох подібних шотландських легендах і казках назва клану і прізвище відповідає історії, а не навпаки. Більш імовірно, що назва виникла не в результаті якогось подвигу — поєдинки биків були популярні в Шотландії з давніх часів…»
Є версії, що назва клану виникла від англо-саксонського слова Trumbald — трумбалд[джерело?], або від старофранцузького слова Tumbald, що означає «сильний і сміливий». З історичних хроні відомий Роберт де Тернбуіс (лат. Robertus de Turnbulyes), що у 1296 році після завоювання Шотландії англійським королем Едуардом I Довгоногим присягнув йому на вірність і підписав відповідний документ «Рагман Роллс». Є версія, що він належав до клану Тернбулл, що вже тоді існував і був його вождем.
Не дивлячись на те, що версії про походження клану Тернбулл суперечливі, історики погоджуються з тим що:
- Робер Брюс дарував Вільяму Тербуллу землі Філіфау.
- Вільям Тернбулл мав герб з зображенням голови бика і девіз «Я врятував короля».
- Клан Тернбулл не згадується в історичних хроніках до 1315 року, коли Роберт Брюс дарував Вілдяму землі Філіфау. Після цього назва клану Тернбулл часто згадується в історичних документах, а прізвище Рул не згадується.

З усіх кланів Шотландського Прикордоння клан Тернбулл був одним з найспокійніших кланів — найменше ворогував з сусідами і найменше здійснював рейдів на територію Англії.

### XIV століття
До битви під Халідон-Хілл у 1333 році був відомий лицар з клану Тернбулл, якого постійно супроводжував його величезний чорний пес. Перед боєм лицар Тербулл викликав на двобій англійського лицаря. Сер Роберт Бенгейл з Норфолку відповів на виклик. Під час двобою Бенгейл переміг і повіз в Англію як трофей голову лицаря Тернбулла і голову його пса.
Джон Тернбулл отримав землі Гандлшоуп в нагороду за службу від короля Шотландії Девіда II.

### XV—XVIII століття
Джон Тернбулл отримав прізвисько «Вихоплений меч» за свій запальний характер, він є в списках шотландських військовополонених в Англії складених близько 1400 року. Вільям Тернбулл зустрічався з Папою Римським у 1433 році, він же був учасником собору в Глазго в 1452 році. Стівен Торнбулл представляв інтереси Шотландії в університеті Орлеану на початку XVI століття. Вільям Тернбулл — єпископ Глазго звертався до Папи з проханням створити в Глазго університет у 1450 році. Університет у Глазго був створений у 1451 році.
Багато людей з клану Тернбулл переселилися в гори Чевіот, що Нортумберленді під тиском короля. Але ці переселенці зберегли вірність пресвітеріанській вірі, що була поширена в Шотландії. Джон Тернбулл народився в Роддамі в 1789 році в англіканському приході Ілдертон, але був хрещений в сусідній пресвітеріанській церкві в Брентоні. Існувало багато маленьких пресвітеріанської церков, розкиданих біля Нортумберленду — там де поселилися шотландці. Це Джон Тернбулл працював земельним агентом у графстві
Ліверпуль та в невеликому селищі Шропшир біля Пітчфорда з 1820 до 1850-х років.

### XIX століття
Майор Гордон Тернбулл брав участь у наполеонівських війнах. Він був у складі II кавалерійського полку «Сірих Шотландців» під час битви під Ватерлоо. Не дивлячись на значні переваги французів у бою, вони знищили легендарну кавалерію Наполеона та розгромили легендарну бригаду Ногу, захопили орел 45-го легіону. За словами Веллінгтона майор Гордон Тернбулл «мав мало здібностей щодо тактики, але бився як лютий бик». Це було сприйнято кланом Тернбулл як комплімент. Брат і троє кузенів вождя кланів брали участь у цій битві. П'ятеро людей з клану Тернбулл були поранені і одна людина загинула. Джеймс Гамільтон — командир «Сірих Шотландців» — повів в бій інший шотландський кавалерійський полк, який мав би лишатися в резерві. Вони захопили батарею французької артилерії. Деякі історики вважають, що саме це вирішило результат битви.
Від час громадянської війни в США прославленим генералом Конфедерації був Самюель МакГован. Його мати була з клану Тернбулл. Він командував бригадою в знаменитому відділі «Лайт» Хілла. Він був кілька разів поранений. Езра Ворнер у своїй книзі «Генерали в Сірому» пише, що «кар'єра і репутація МакГована були бездоганні, його слава перевершувала славу будь-якого іншого командира бригади в армії Північної Вірджинії.» Його двоюрідний брат був майор Томас Тернбулл командував батареєю, яка була в складі легендарної «Частини Пікетта». Томас залишився вірним Союзу і був назавжди ізгоєм серед людей клану Тернбулл, який служив Конфедерації. Томас пережив війну, а потім був звільнений з армії за те, що був занадто лояльним до південців під час реконструкції Півдня в порівнянні з радикальними республіканцями під керівництвом свого шефа і наставника Хенкока, що також був звільнений з посади голови реконструкції в Техасі. Є інформація, що був вбитий його двоюрідний брат під час бою з «Частиною Пікетта». Судячи по всьому під час вирішальної битви Громадянської війни зіштовхнулись в бою родичі з клану Тернбулл.
Джон Б. Гордон мав бабусю по материнській лінії з клану Тернбулл. Про це він пише у своїй книзі «Спогади про громадянську війну». Він був двоюрідним братом іншого генерала Сема МакГовена. У книзі він розповідає про те, як його предки — давні шотландські воїни, і ці риси та інстинкти допомогли йому стати лідером армії Роберта Е. Лі Північної Вірджинії. Хоча у нього не було ніякого формального військової освіти, він став одним з найвідважніших генералів Півдня. Він ніколи не втрачав нагоди почати бій. Пізніше він став героєм Джорджії. Генерал Роберт Е. Лі заявив, що мужність генерала Гордона була найвищого порядку, і що з його швидкий, гострий, проникливий розум зробив його найблискучишим і успішним солдатом в 1865 році.
Його перший кузен був біля генерала Роберта Лі під час останніх 13 тижнів війни. Троє братів з прізвищем Тернбулл воювали в армії генерала Роберта Лі — один загинув, двоє отримали поранення. 17 людей з клану Тернбулл воювали за Конфедерацію під час громадянської війни, з них 5 загинуло в бою, 7 померли від хвороб будучи в армії Конфедерації і ще 5 були поранений в бою. Скотт В. Тернбулл був на похованні генерала Лі у 1870 році.
До клану Тернбулл належав видатний орнітолог Вільям Тернбулл, що народився в Мідлотіані в 1820 році.

### XX століття
Двоє воїнів з клану Тернбулл були нагороджені Хрестом Вікторії — найпрестижнішою нагородою за хоробрість в бою, яка тільки може бути присуджена в британській армії. Найвідоміший з них — Джеймс Юл Тербулл. Під час Першої світової війни він самостійно тримав оборону протягом 24 годин проти цілого німецького полку, що йшов у наступ, захищаючи позиції кулеметним вогнем. Англійські війська намагалися в цей час перекинути підкріплення, але підкріплення було знищене шквальним вогнем. Він загинув наступного дня, коли, коли бригада шотландських горян йшла в атаку. У ті дні на цій ділянці фронту під час жорстоких боїв загинуло 50 000 чоловік з обох сторін.
Вінстон Черчіль писав про ці події і про героїзм шотландських солдатів, яких німці називали «Дияволи в спідницях» або «Дамами з пекла» (за їхню форму — кілти).
До клану Тернбулл належав відомий математик Герберт Тернбулл, що вніс великий внесок у розвиток алгебри.
Стівен Тернбулл — відомий історик, спеціаліст по середньовічній Японії, його книги по історії Японії були видані накладом 6 000 000 примірників.

## Інші відомі люди з клану Тернбулл
- Джордж Тернбулл — який народився недалеко від міста Перт в Шотландії, його називали «Перший залізничний інженер Індії», він був головним інженером будівництва 500 миль першої залізниці в 1850-х роках XIX століття з Калькутти в Делі.
- Джонатан Тернбулл — губернатор штату Коннектикут. Мав синів: Джозефа, Джонатана, Джона — відомого художника
- Малкольм Тернбулл — австралійський політик, 29-й прем'єр-міністр Австралії.

## Замки клану Тернбулл
- Замок Фатліпс[en]
- Вежа Барнхілл[en]
- Замок Бедрул[en]
- Замок Барнсхіллс
- Замок Фултон-тауер[en]